# Probopyrus pacificensis
Probopyrus pacificensis är en kräftdjursart som beskrevs av Roman-Contreras 1993. Probopyrus pacificensis ingår i släktet Probopyrus och familjen Bopyridae. Inga underarter finns listade i Catalogue of Life.